# プラジャン
プラジャン (チェコ語: Pražan) とは、チェコ共和国の首都プラハの住民のこと。女性形はプラジャンカ (Pražanka)。
他にプラジャーク (Pražák)・プラジャチュカ (Pražačka) といった呼称も存在するが、これはプラハ以外の住民からの呼称であり、若干の反感の混じった表現である。